# Главни инспектор Џап
Инспектор Џејмс Џап (касније главни инспектор Џaп ) је измишљени лик који се појављује у неколико романа Агате Кристи са Херкулом Поароом као главним ликом.

## Стварање
Подстрек за лик инспектора Џапа је лик измишљени полицијски детектив инспектор Лестрејд који сарађује са Шерлоком Холмсом у причама Артура Конана Дојла. Кристијева је стварала Џапа према Лестрејдовим карактерним цртама. У првом роману у којем се Џап појављује, Тајанствени догађај у Стајлс, он је описан као „човек који подсећа на твора“. Тако је описан и инспектор Лестрејд у Дојловој краткој причи из 1891. Тајна Боскомске долине. Такође је и за стварање лика инспектора Џапа послужио и измишљени инспектор Ж- из детективских приповедака Едгара Алана Поа.

## Појављивања
Џап је приказан у седам романа које је написала Кристи:
- Тајанствени догађај у Стајлсу (1920)
- Велика четворка (1927)
- Опасност у Енд Хаусу (1932)
- Лорд Еџвер умире (1933), познат и као Тхиртеен ат Диннер
- Смрт у облацима (1935), позната и као Смрт у ваздуху
- Убиства по абецеди (1936), позната и као Убиства по абецеди
- 1, 2, ципела се распала (1940) - Ово је његово последње појављивање у било којем роману.

У већини појављивања, Џап је споредни лик са минималним интеракцијама са Поароом или минималним учешћем у заплету. Међутим, Џап се појављује као главни лик и ортак Поароу у филму Лорд Еџвер умире. Он се поново појављује у Смрт у облацима и Један, два, ципела се распала, пре него што престане да се појављује у серији. По броју појављивања, Џап је упоредив са Артуром Хејстингсом који је представљен у осам Поароових романа.
Инспектор Џап се такође кратко помиње у књизи Тајни непријатељ (1922). Он је касније поменут у још неколико романа.
Џапова каријера у Поароовим романима протеже се до 1930-их, али је, као и Хејстингс, након тога нестао из Кристиног стваралаштва. Полицајац донекле сличног карактера (Спенс) уведен је као значајан лик из реда полиције који се понавља у каснијим романима са Поароом.
Џап се појављује у Кристиној позоришној представи Црна кафа, написаној 1929. Он напомиње Поароу да је прошло "дуго времена" од њиховог последњег сусрета, у вези са "оним велшким случајем", који иначе није јасно објашњен.
Попут улога госпођице Лемон и Артура Хејстингса, улога инспектора Џапа у Поароовој каријери је преувеличана екранизацијама Кристиних романа, посебно у ТВ серији Поаро, где се ови ликови често уводе у приче у којима нису првобитно приказани.

## Карактерне црте
Инспектор Јапп има тенденцију да пребрзо доноси закључке и да прихвата једноставна решења за случајеве. Међутим, временом постаје компетентнији и цењенији полицијски детектив, да би на крају постао главни инспектор. Он поштује Поароове способности, али је понекад непристојан према њему, иако током година постаје све више пријатељи и блиски сарадници. Џап понекад оптужује Поароа да „отежава ствари“ када Поаро противречи решењу за које Џап верује да је тачно; међутим, када се покаже да Џап није у праву, он признаје своју грешку. У 1, 2, ципела се распала, последњем роману у којем се појављује, Џап посећује Поароа у његовом стану да се извини након што је сумњао у њега и да каже Поаро би у праву.
Када није на дужности, Џап је „посвећени ботаничар“, према Артуру Хејстингсу. Џап је описан као „мали, оштар, мрачан и творичаст“ у роману из 1920. Тајанствени догађај у Стајлсу,  и као „мали момак лица налик твору“ у краткој причи Отети премијер из 1923. године.

## На филму и ТВ
Улогу Џапа тумачи Филип Џексон у британској ТВ серији Поаро. Пре него што је Сушат преузео улогу Поароа, он је претходно играо самог Џапа у филму Тринаест на вечери из 1985. године, где је Питер Устинов играо Поароа. Филип Џексон тумачи Џапа као радничку класу и 'потпуно Британца', не баш интелигентног, али изузетно вредног, спретног и активног полицајца са добрим, али прилично сувим смислом за хумор, карактеристикама које су често компатибилне уз Поароову личност, који је интелигентан, елегантан, висока класа, али прилично спор у покретима и веома озбиљне природе.
У истој телевизијској серији, Џап је већ главни инспектор у првој епизоди, његово пуно име је Џејмс Харолд Џап према епизоди „Кутија чоколаде“, и унапређен је у помоћника комесара од стране када се појављује у епизоди "Велика четворка".
Филип Џексон је такође један од глумаца који су играли Џапа у адаптацијама Поароових прича на Би-Би-Си радију, које су продуциране истовремено са ТВ серијом.
Џапа игра Мелвил Купер у филмској адаптацији Кристијеве позоришне представе Црна кафа из 1931.
Пошто се име инспектора Џапа слично пише као и погрна реч за Јапанца у енглеском језику, он је преименован у Inspector Sharp (シャープ警部 Shaapu-kebu)  у јапанском аниме серијалу Agatha Christie's Great Detectives Poirot and Marple.
Пензионисаног Џапа глуми Кевин Мекнели у Убиства по абацеди (2018). Серија почиње тако што Џап умире од срчаног удара, а подзаплет који се понавља проистиче из Џаповог штићеника инспектор Крома, који изражава неповерење према Поароу јер сматра да је рад са Поароом уништио Џапову каријеру.